# Tesouro da Trindade
O nome Tesouro da Trindade é atribuído ao tesouro que teria sido escondido por piratas na distante Ilha da Trindade, pertencente ao Arquipélago de Trindade e Martim Vaz, um grupo de ilhas situado em meio ao Oceano Atlântico a cerca de 1.200 quilômetros da costa do Brasil, tratando-se da parte mais oriental do território brasileiro. Seu conteúdo, uma fortuna em ouro e pedras preciosas, seria parte das riquezas que teriam sido retiradas de Lima, capital do Peru, em 1821, durante a guerra da independência.

## História

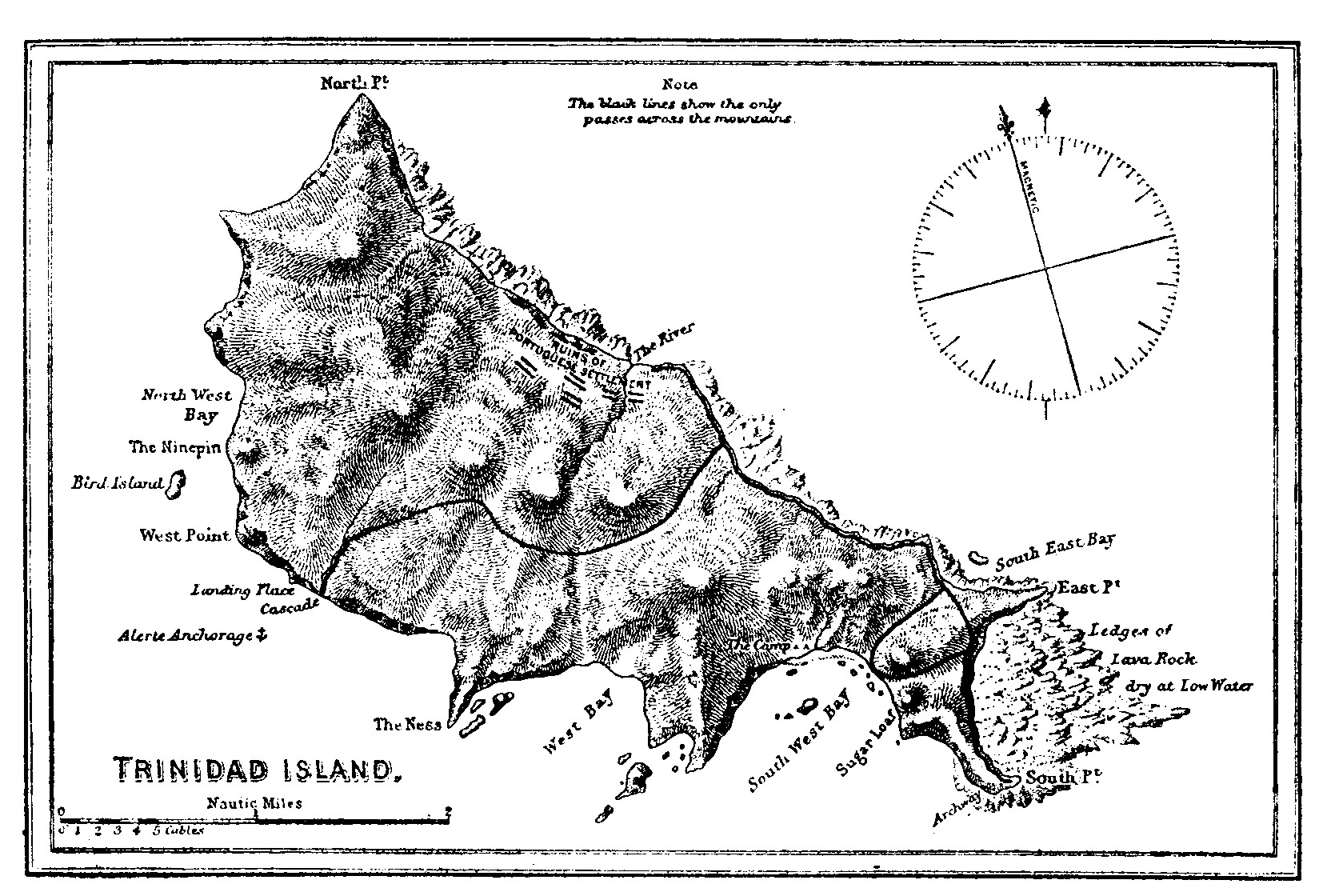
Mapa da Ilha da Trindade publicado no livro The Cruise of the Alerte em 1890

A história sobre a existência do tesouro ganhou fama e tornou-se mundialmente conhecida a partir da publicação, em 1890, do livro The Cruise of the Alerte, de autoria do inglês Edward Frederick Knight, sendo ali usada pela primeira vez a expressão Tesouro da Trindade. Em sua narrativa, o livro contém o relato da expedição realizada por E. F. Knight em 1889, quando esteve na Ilha da Trindade procurando pelo valioso tesouro. Embora não o tenha encontrado, seu testemunho tornou públicos os acontecimentos que deram origem à história e os motivos que a fundamentaram. Publicada na língua inglesa, a obra tornou-se fonte de consulta para pesquisadores de todo o mundo e serviu de base para diversas teorias que surgiriam a respeito da localização e real existência do tesouro.

### As Primeiras Buscas

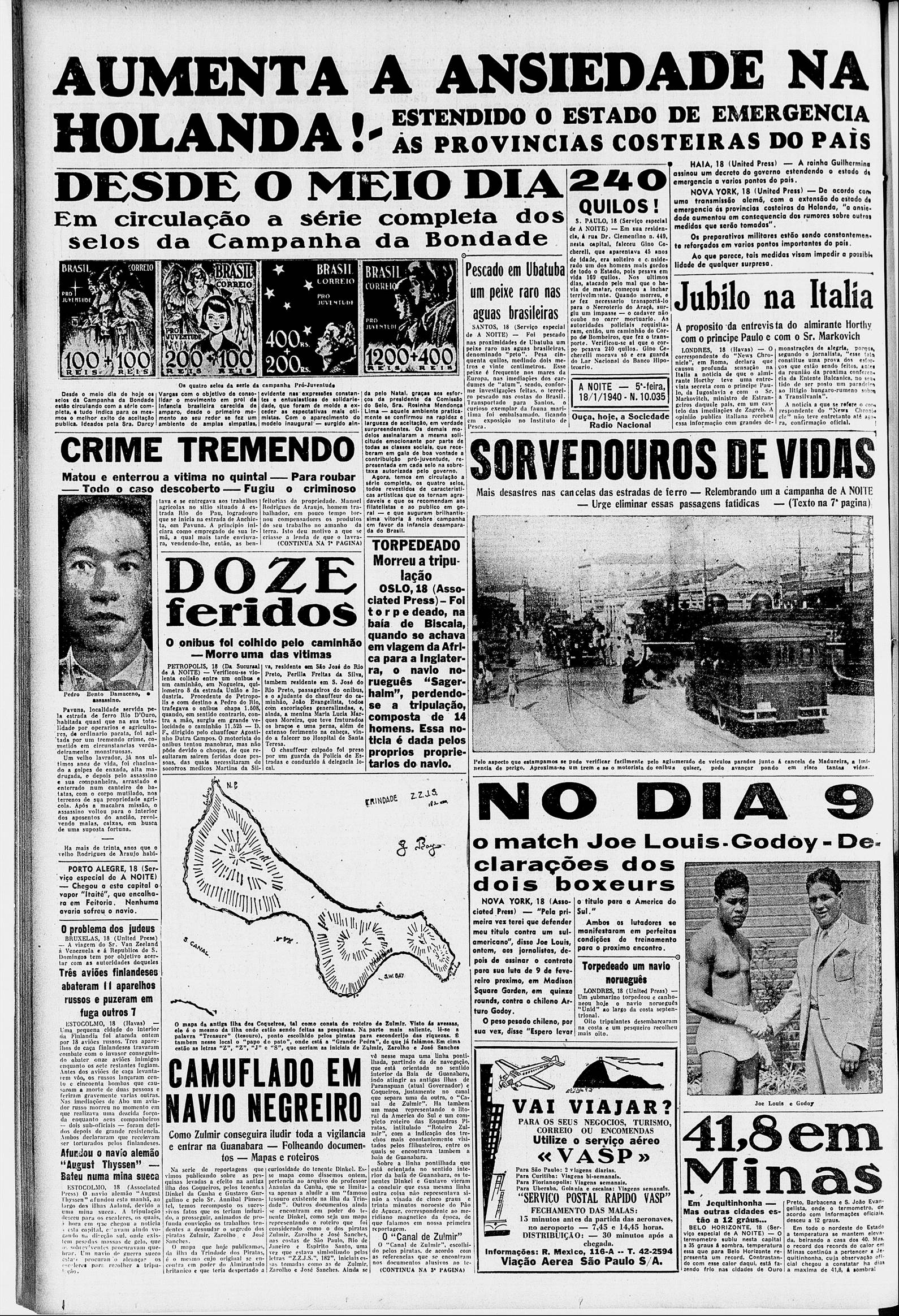
Desenho do mapa do tesouro publicado no jornal A Noite, do Rio de Janeiro, em 18 de janeiro de 1940

Segundo E. F. Knight, em 1880 e 1885 outros exploradores ingleses já haviam fracassado na tentativa de encontrar o tesouro na misteriosa ilha. Interessado no assunto, em 1888 ele procurou um dos organizadores da última expedição e obteve a informação que o levaria a investigar o caso e depois organizar sua própria expedição em 1889. De acordo com sua narrativa, em meados de 1850 um contramestre conhecido como “o pirata”, já à beira da morte, entregara um mapa ao seu comandante e revelara que no local ali indicado estava o esconderijo de um imenso tesouro. Esse local seria a Ilha da Trindade.

### No Brasil
Seis anos depois de sua publicação, a história do livro The Cruise of the Alerte chegaria ao Brasil por intermédio de uma reportagem do jornal Gazeta de Notícias, que apresentava ao público um resumo da narrativa de E. F. Knight. Curiosamente, seu relato encontrou consonância com outros fatos ocorridos no Brasil, os quais vieram à tona quando um leitor escreveu para o jornal e informou que existia um roteiro, escrito em 1880 por um velho pirata inglês chamado Zulmiro, contendo a descrição de um grande tesouro que estaria escondido em uma ilha “chamada Trindade”.
A partir dessa e outras reportagens publicadas na primeira metade do século XX, pesquisadores brasileiros que tiveram acesso ao conteúdo do roteiro organizaram várias expedições à Ilha da Trindade, mas não encontraram o esconderijo do tesouro. Posteriormente, já no final da década de 1930, dois oficiais da Marinha do Brasil levantaram outra hipótese: a de que o tesouro estaria em uma das ilhas da Baía de Guanabara, no litoral do Rio de Janeiro. Embora também não o tenham encontrado, em 1940 publicaram no jornal A Noite o desenho de um mapa do tesouro, que passaria a ser interpretado como sendo uma reprodução daquele entregue pelo pirata em 1850.
Anos mais tarde, em 1949, o engenheiro belga radicado no Brasil, Paul Ferdinand Thiry, depois de muito pesquisar o assunto, decifrou uma das inscrições contidas no desenho do mapa e afirmou que a ilha ali indicada era Ilhabela, situada no litoral norte do Estado de São Paulo. Após obter o apoio da Marinha do Brasil,  Thiry foi para Ilhabela e deu início às pesquisas de campo na região conhecida como Saco do Sombrio. Entre idas e vindas, Thiry perseverou ao longo de trinta anos em busca do esconderijo do tesouro. No início da década de 1960 ele conheceu o advogado da cidade de São Sebastião, Osmar João Soalheiro, que passou a colaborar com as pesquisas. Com a morte de Thiry em 1979, Soalheiro continuou com a busca em Ilhabela por mais três décadas, até sua morte em 2011. A perseverança desses pesquisadores tornou a história de Ilhabela e o Tesouro da Trindade, que também ficou conhecido como o Tesouro do Sombrio, parte da herança cultural da ilha.
Embora versões do roteiro tenham sido publicadas em antigos jornais, somente em 2006 uma versão completa seria divulgada no livro Ilhabela Seus Enigmas, de autoria do grego, naturalizado brasileiro, Jeannis Michail Platon, que revelou o seguinte conteúdo:
O que diz o Roteiro?
O tesouro está escondido numa ilha chamada Trindade a 647 milhas da costa do Brasil, em 2 lugares distintos: no primeiro existe ouro em pó, em barras, em moedas de diversos países, bem como pedras preciosas de grande valor. O valor deste depósito pode ser calculado em 5 milhões de libras. O outro depósito, posto que maior, não tem tanto valor e consta de obras artísticas em ouro e prata, além de 63 barras de prata maciça, com as dimensões de 6x2x4 polegadas, fruto de muitos anos de pirataria. O depósito mais rico acha-se perto da cascata. Ao lado esquerdo desta, distante 3 pés da grande pedra, a segunda pedra fica num ângulo de 32 ao lado do sudoeste, existe uma cavidade fechada, porém, que poderá ser facilmente aberta, dentro da qual se encontram 19 volumes de grande valor e diferentes tamanhos. Outro depósito se acha na baía sul, no extremo leste da ilha ao lado norte do pão de açúcar, debaixo da pedra central das 5 aí existentes. A cascata está situada ao lado sul da ilha, a cerca de 2,5 da extremidade Oeste a curta distância da praia. É fácil encontrá-la porquanto fica abaixo de uma depressão na cadeia de montanhas que formam o fundo da paisagem, tendo em frente o melhor local para fundear ao lado sul, apesar de exposto a todos os ventos que daí sopram. Na baía do extremo Sul, uma escuna encontra seguro ancoradouro, mesmo perto da praia, em qualquer tempo, podendo com pouco trabalho e alguma perícia, encalhar as suas embarcações. Existe aí um canal perto do pão de açúcar, que se distingue de uma culminância rochosa que passa entre esta e 2 ilhas de pedras do lado do pão de açúcar. Há 5 grandes pedras assinalando o tesouro que estão acima da entrada da gruta, que fica a 5 graus e 30 minutos a noroeste do pão de açúcar. Ao avistar-se a ilha do Sul uma depressão na cadeia de montanhas facilmente chama a atenção e, na embocadura do córrego, pode-se encalhar uma embarcação com segurança. Os 19 volumes constam de: 11 barris cheios de moedas, 2 grandes caixas abertas contendo 81 pequenas barras de ouro, 1 armação de relógio cheia de joias, 12 saquinhos para chumbo amarrados e lacrados contendo pedras preciosas, 1 caixa de chá cheia de joias desmontadas e 2 caixas de folhas cheias de ouro em pó. Quanto ao outro depósito o esconderijo está situado dentro da grota, e consta de 3 grandes quartos cortados no terreno duro e atravessando a grota; ao rumo de 5 graus e 30 minutos a noroeste e na distância de 300 jardas encontram-se as 5 pedras, das quais a central repousa sobre as outras 4 e formam um quarto de 3 lados. A entrada está do lado oeste e todos os volumes de tamanho avantajado, se acham escondidos nesse paiol, empilhados uns sobre os outros dentro de barricas, barris, caixas e caixões, que ocupam quase todo o espaço do quarto. Seu valor artístico é incalculável, sendo seu valor intrínseco de cerca de 3.000.000 de libras. Numa lata redonda existem documentos de depósitos que somente têm valor para os seus legítimos donos e que presentemente aproveitam ao Banco da Inglaterra. O tesouro não será encontrado sem esta descrição.

### Nova Pesquisa

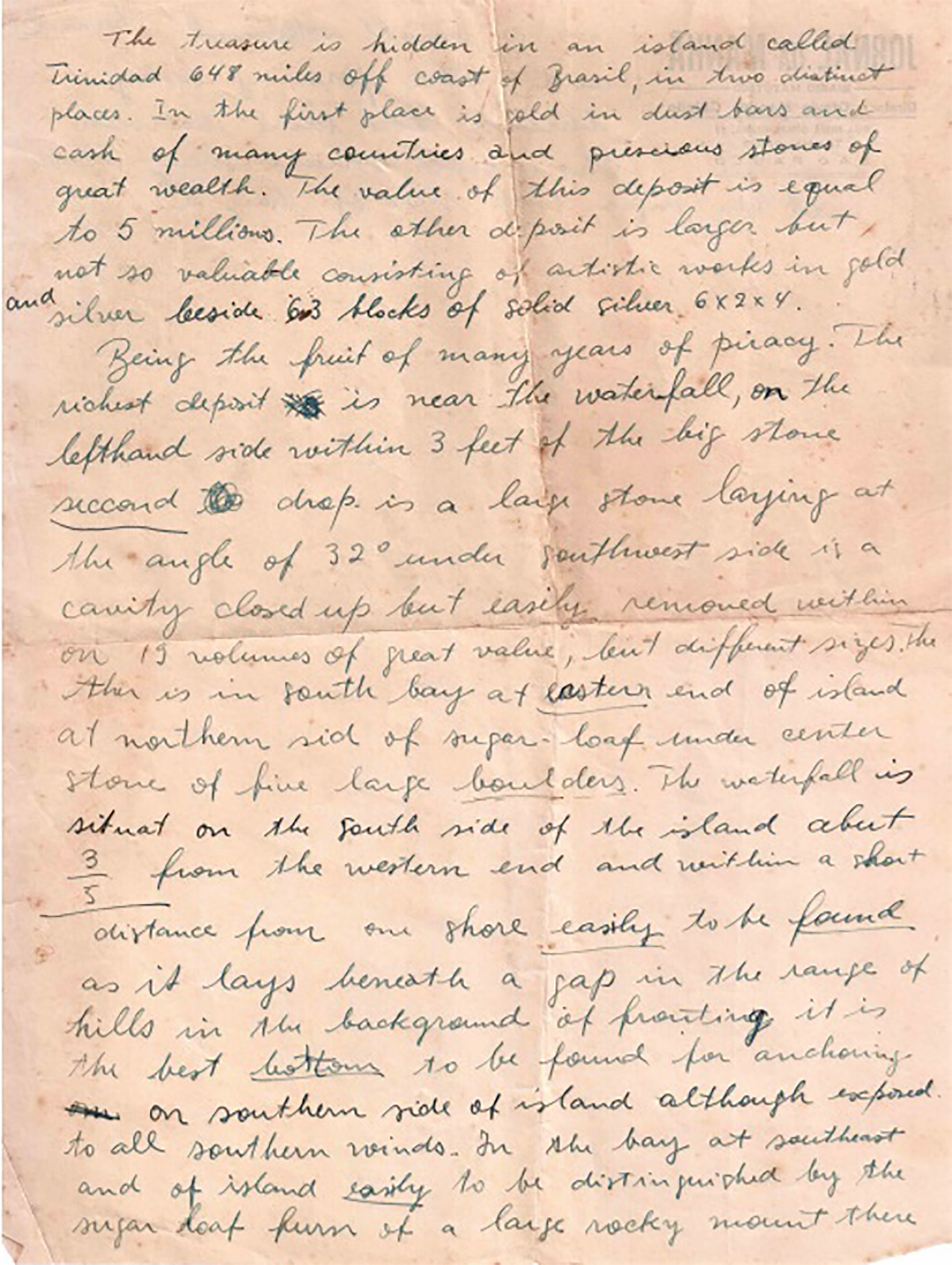
Transcrição manuscrita daquele que seria o roteiro original do tesouro

A partir do material publicado no livro Ilhabela Seus Enigmas, em 2010 uma nova etapa de pesquisas teve início em Ilhabela. Utilizando tecnologias de geoprocessamento e acesso às bibliotecas digitais, a pesquisa realizada por Saint’ Clair Zonta Júnior, com a colaboração especial de Cláudio Viola e Jeannis Michail Platon, revelou documentos e informações inéditas sobre a história do tesouro. Como resultado dos estudos, inúmeros pontos de convergência confirmariam que o local do esconderijo do Tesouro da Trindade é Ilhabela e não a Ilha da Trindade. Entre os documentos revelados está uma transcrição manuscrita daquele que seria o roteiro original do tesouro, cuja cópia foi divulgada pela primeira vez no livro Ilhabela e o Tesouro da Trindade, publicado em 2015. 